# Høgs Herred
Høgs Herred (svensk: Höks Härad) var et herred i Halland.
I herredet lå (og ligger) bl.a. købstaden Lagholm (svensk: Laholm) samt herregårdene Skotterup (svensk: Skottorp) og Demmestrup (svensk: Dömmestorp)

## Sogne[1]
I Laholms kommun:
- Hassløv
- Hishult (føre 1949 æven delar i Norra Åsbo herred)
- Knæred
- Laholm
- Rænnesløv
- Skummesløv
- Tjærby
- Veinge
- Våxtorp
- Ysby

I Båstads kommun:
- Østra Karup